# Russell Holmes
Russell Kenneth Holmes (* 1. Juli 1982 in Fountain Valley (Kalifornien)) ist ein US-amerikanischer Volleyballspieler.

## Karriere
Holmes begann seine sportliche Karriere im Alter von vier Jahren als Fußballer und kam erst an der Fountain Valley High School zum Volleyball. Er spielte von 2004 bis 2008 im Team der Brigham Young University. Anschließend wechselte er zu Hypo Tirol Innsbruck. Mit dem neuen Verein wurde er gleich österreichischer Meister. 2009 gab der Mittelblocker sein Debüt in der US-amerikanischen Nationalmannschaft. In der folgenden Saison gelang Innsbruck mit Holmes die Titelverteidigung in der österreichischen Liga. Der Mittelblocker spielte mehrmals in der Weltliga und nahm an der Weltmeisterschaft 2010 teil. Nach einem Jahr in Brasilien bei Minas Těnis Clube wurde er 2011 vom polnischen Erstligisten Jastrzębski Węgiel verpflichtet. 2012 stand er im Kader für die Olympischen Spiele in London.